# Philonotis soulii
Philonotis soulii är en bladmossart som beskrevs av Thériot och Potier de la Varde 1920. Philonotis soulii ingår i släktet källmossor, och familjen Bartramiaceae. Inga underarter finns listade i Catalogue of Life.